# Vladimír Nadrchal
Vladimír Nadrchal (* 4. března 1938 Pardubice) je bývalý český a československý hokejový brankář a nynější trenér. Byl prvním brankářem v Československu, který ke krytí obličeje použil plastovou masku. Stalo se tak na mistrovství světa 1961 ve Švýcarsku. V nejvyšší československé lize si poprvé zahrál jako sedmnáctiletý. V roce 2010 byl uveden do Síně slávy českého hokeje.
Po skončení aktivní kariéry začal na konci 80. let trénovat žáky TJ Zetor Brno, následně i seniory. Od roku 1994 působí v Kometě Brno.

## Hráčská kariéra
- 1950–1957 – Pardubice
- 1957–1974 – Brno
- 1974–1975 – Prostějov

## Reprezentace
- Mistrovství světa – 1958 (nejlepší brankář turnaje), 1959, 1960, 1961, 1964, 1965, 1967, 1968
- Olympijské hry – 1960 (4. místo), 1964 (bronz), 1968 (stříbro)